# Баффало (Північна Дакота)
Баффало (англ. Buffalo) — місто (англ. city) в США, в окрузі Кесс штату Північна Дакота. Населення — 195 осіб (2020).

## Географія
Баффало розташоване за координатами 46°55′13″ пн. ш. 97°33′2″ зх. д. / 46.92028° пн. ш. 97.55056° зх. д. (46.920306, -97.550422).  За даними Бюро перепису населення США в 2010 році місто мало площу 0,59 км², уся площа — суходіл. В 2017 році площа становила 1,25 км², уся площа — суходіл.

## Демографія
Згідно з переписом 2010 року, у місті мешкало 188 осіб у 92 домогосподарствах у складі 52 родин. Густота населення становила 319 осіб/км².  Було 101 помешкання (172/км²).
Расовий склад населення:
| - 92,6 % — білих - 1,6 % — корінних американців - 0,5 % — чорних або афроамериканців - 0,5 % — азіатів |

До двох чи більше рас належало 4,8 %. Частка іспаномовних становила 0,0 % від усіх жителів.
За віковим діапазоном населення розподілялося таким чином: 19,7 % — особи молодші 18 років, 54,8 % — особи у віці 18—64 років, 25,5 % — особи у віці 65 років та старші. Медіана віку мешканця становила 44,0 року. На 100 осіб жіночої статі у місті припадало 113,6 чоловіків;  на 100 жінок у віці від 18 років та старших — 115,7 чоловіків також старших 18 років.
Середній дохід на одне домашнє господарство  становив 63 503 долари США (медіана — 60 625), а середній дохід на одну сім'ю — 68 990 доларів (медіана — 66 563). За межею бідності перебувало 5,2 % осіб, у тому числі 0,0 % дітей у віці до 18 років та 0,0 % осіб у віці 65 років та старших.
Цивільне працевлаштоване населення становило 90 осіб. Основні галузі зайнятості: освіта, охорона здоров'я та соціальна допомога — 21,1 %, транспорт — 20,0 %, будівництво — 14,4 %, роздрібна торгівля — 11,1 %.